# Алтынэмель (перевал)
Алтынэмель (Алтын-Эмель) — перевал в Джунгарском Алатау между одноимённым хребтом (2938 м) и хребтом Матай (2880 м), находится на высоте 1711 м. Растительность представлена луговыми травами с примесью ковыля, типчака и кустарников на тёмно-каштановых и чернозёмных почвах. Ч. Валиханов по пути в Кашгарию в 1858 году провёл через перевал караван из 43 человек, 101 верблюда, 65 лошадей. С северо-запада на юго-восток через перевал проходит автомобильная дорога Алматы — Сарыозек — Жаркент.